# Dorama
Un dorama (en japonès テレビドラマ, terebi dorama, de l'anglès television drama, "drama televisiu") és el nom que tenen al Japó les sèries televisives amb personatges reals. Formen part de la programació diària de les televisions japoneses i totes les cadenes en produeixen de diferents gèneres: romanç, comèdia, terror, policíac, etc.
Aquestes sèries s'emeten en temporades de tres mesos, en general a la nit durant la setmana de 21:00h a 23:00h. Els drames del matí i del vespre se solen emetre cada dia. Els drames nocturns s'emeten setmanalment i duren entre nou i dotze capítols. En cas que siguin un gran èxit, pot ser que s'emeti un capítol extra o un epíleg en finalitzar la sèrie.
Les temporades són: hivern (gener-març), primavera (abril-juny), estiu (juliol-setembre) i tardor (octubre-desembre).

## Etimologia
La paraula "dorama" deriva de la paraula "drama". S'empra la paraula Dorama per a escriure "drama" en japonès normalitzat. Els fans de les sèries de televisió japoneses s'han acostumat a dir "dorama", per ésser aquesta la pronunciació japonesa, sense ser correcte ni en anglès ni en cap llengua llatina. Fora d'aquest terme, se sol emprar el terme "drama".

## Emissores
- Fuji TV (株式会社フジテレビジョン,)
- TBS (株式会社東京放送)
- NTV (日本テレビ放送網株式会社)
- TV Asahi (株式会社 テレビ朝日)
- NHK (日本放送協会)

Cada cadena televisiva se centra majorment en diferents temes. Fuji TV és una de les més populars, amb els anomenats "drames nocturns" de dilluns, normalment històries d'amor. TV Asahi s'enfoca en temes històrics (o jidaigeki) i policíacs. La NHK se centra en històries de temàtica adulta. És força comú que en el repartiment apareguen cantants, actors o famosos en general molt coneguts pel públic.

## Els dorames fora del Japó
Els dorames més reeixits del país nipó s'exporten a altres països asiàtics com Corea i Taiwan, que també han desenvolupat les seues pròpies adaptacions televisives o sèries.